# Тампико
Тампи́ко (исп. Tampico) — город в Мексике, штат Тамаулипас, входит в состав одноимённого муниципалитета и является его административным центром. Численность населения, по данным переписи 2010 года, составила 297 284 человека.
Город входит в метрополитенский район Тампико, и его обслуживает международный аэропорт Хенераль Франсиско Хавьер Мина.

## История
В 1532 году Андрес де Олмос, монах-францисканец, предложил свою защиту индейцам-уастекам. 26 апреля 1554 года с разрешения королевского губернатора Луиса Веласко монах построил монастырь. Он был назван Сан-Луис-де-Тампико в честь губернатора.
Разрушенный пиратами в 1683 году, он был заново заселен только в 1823 году по приказу генерала Антонио Лопеса де Санта-Анна. В 1829 году армия генерала разгромила здесь испанский отряд. Тампико был оккупирован во время мексикано-американской войны (1846-48) и в 1862 году.
В 1870 году генерал Порфирио Диас открыл первый пирс, здание таможни было построено в 1896 году. Второстепенный порт до 1901 года, Тампико, после начала разработок нефтяных месторождений в этом районе, стал самым важным нефтяным портом в мире. Тампико и сегодня остается самым современным портом Мексики.
Во время Мексиканской революции город был взят 13 мая 1914 года войсками армии конституционалистов.
Арест американских моряков 9 апреля 1914 года привел к инциденту в Тампико и впоследствии к оккупации Веракруса и, в конечном итоге, к отречению президента Мексики Викториано Уэрта.
Город стал тезкой растительного волокна (тампико), производимого из мексиканских агав.

## Фотографии

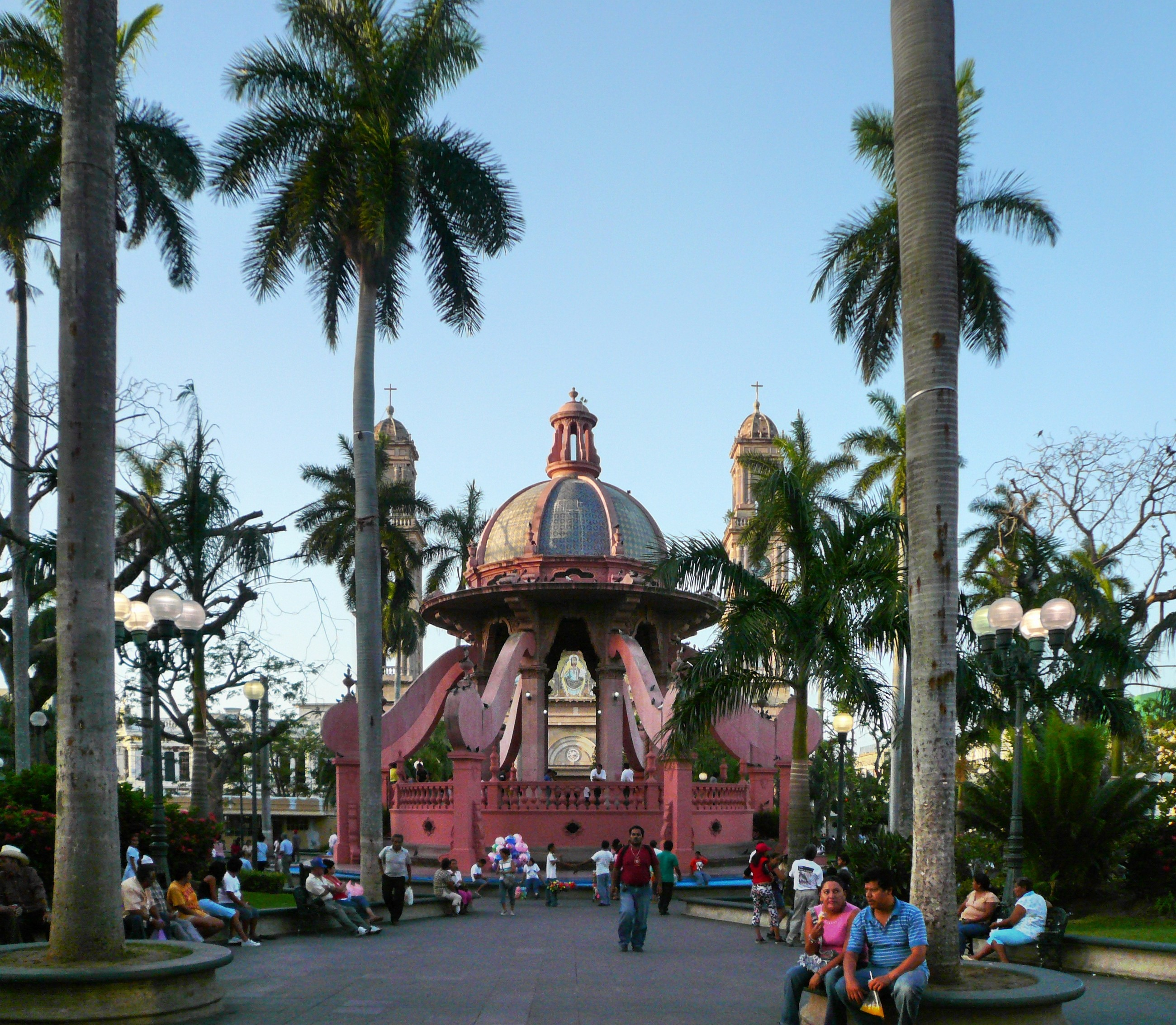
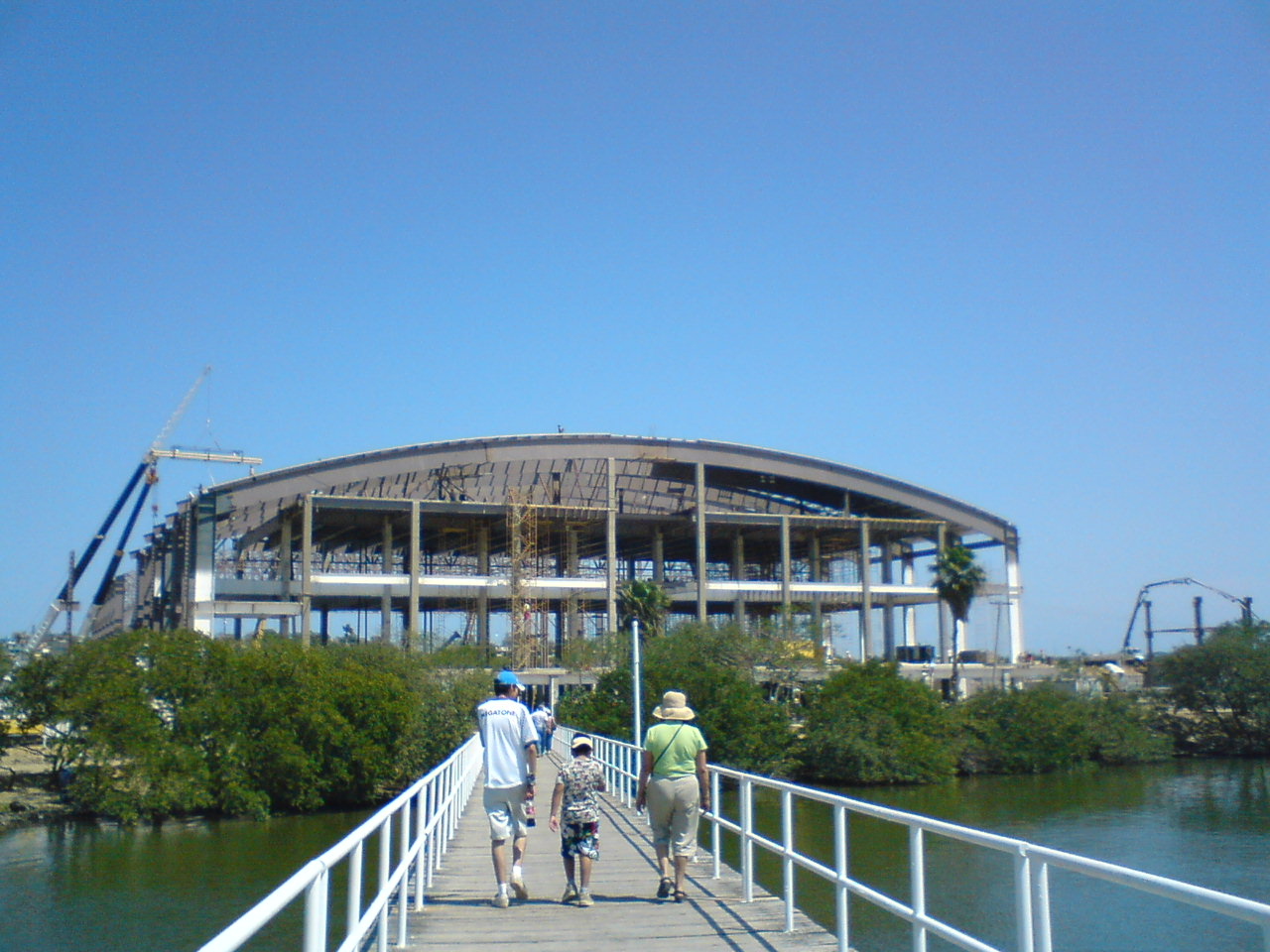
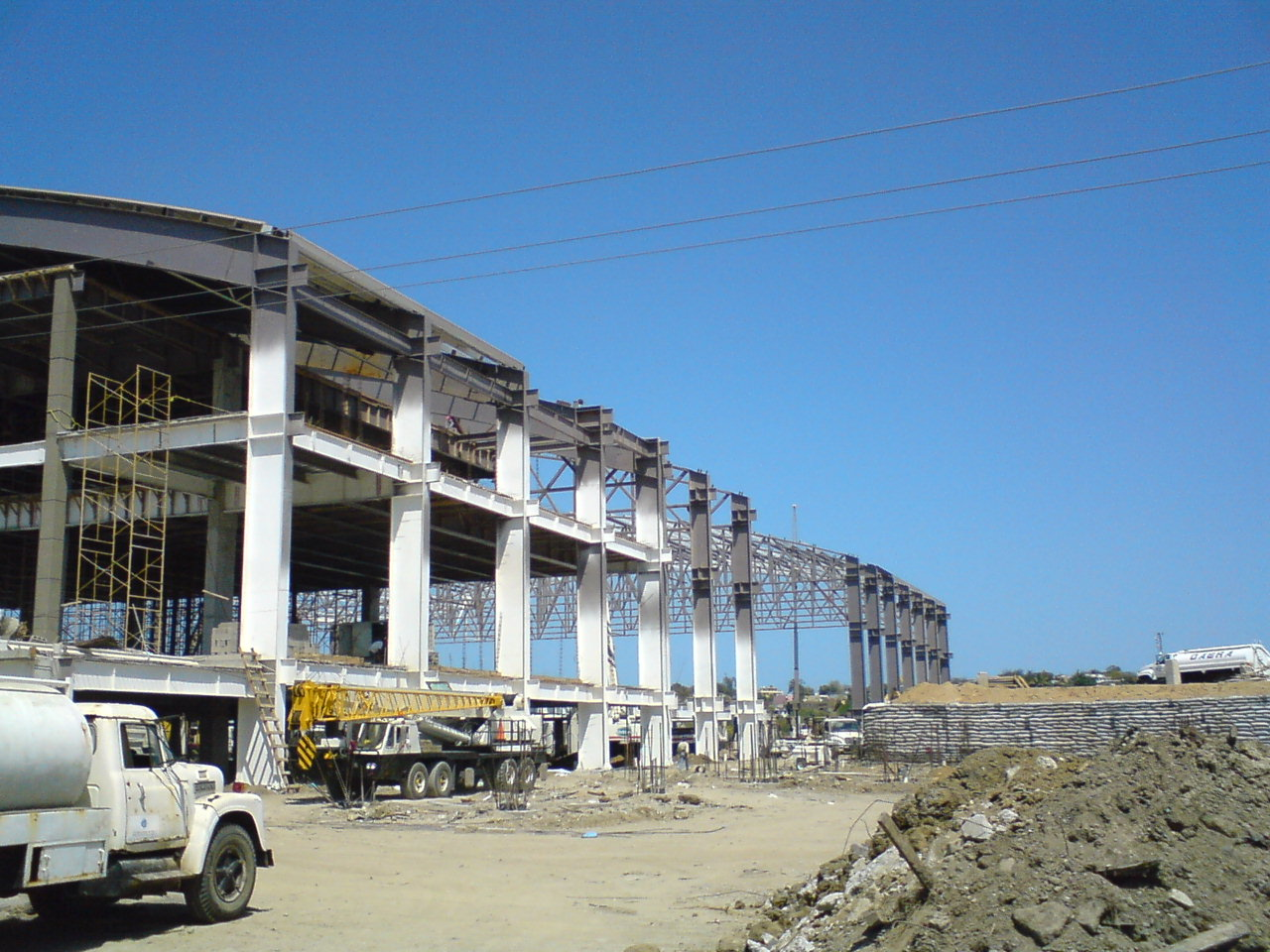
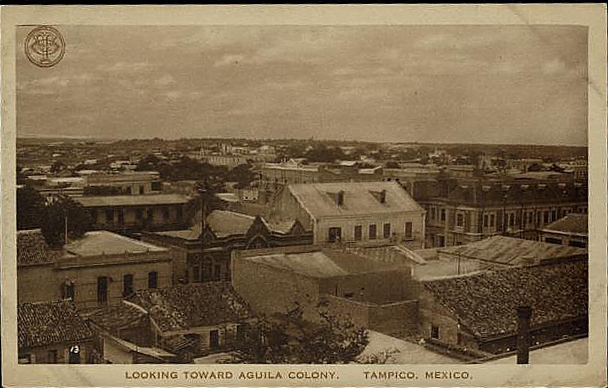
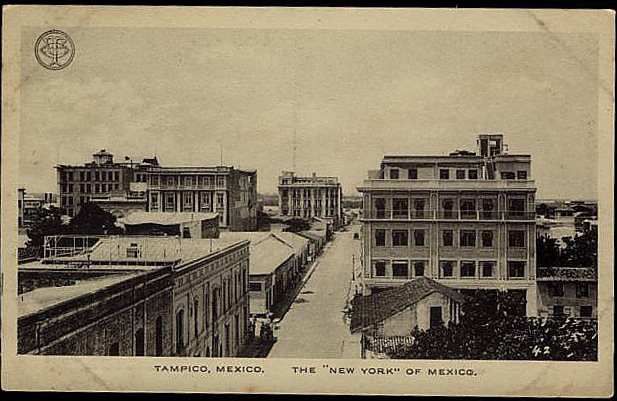
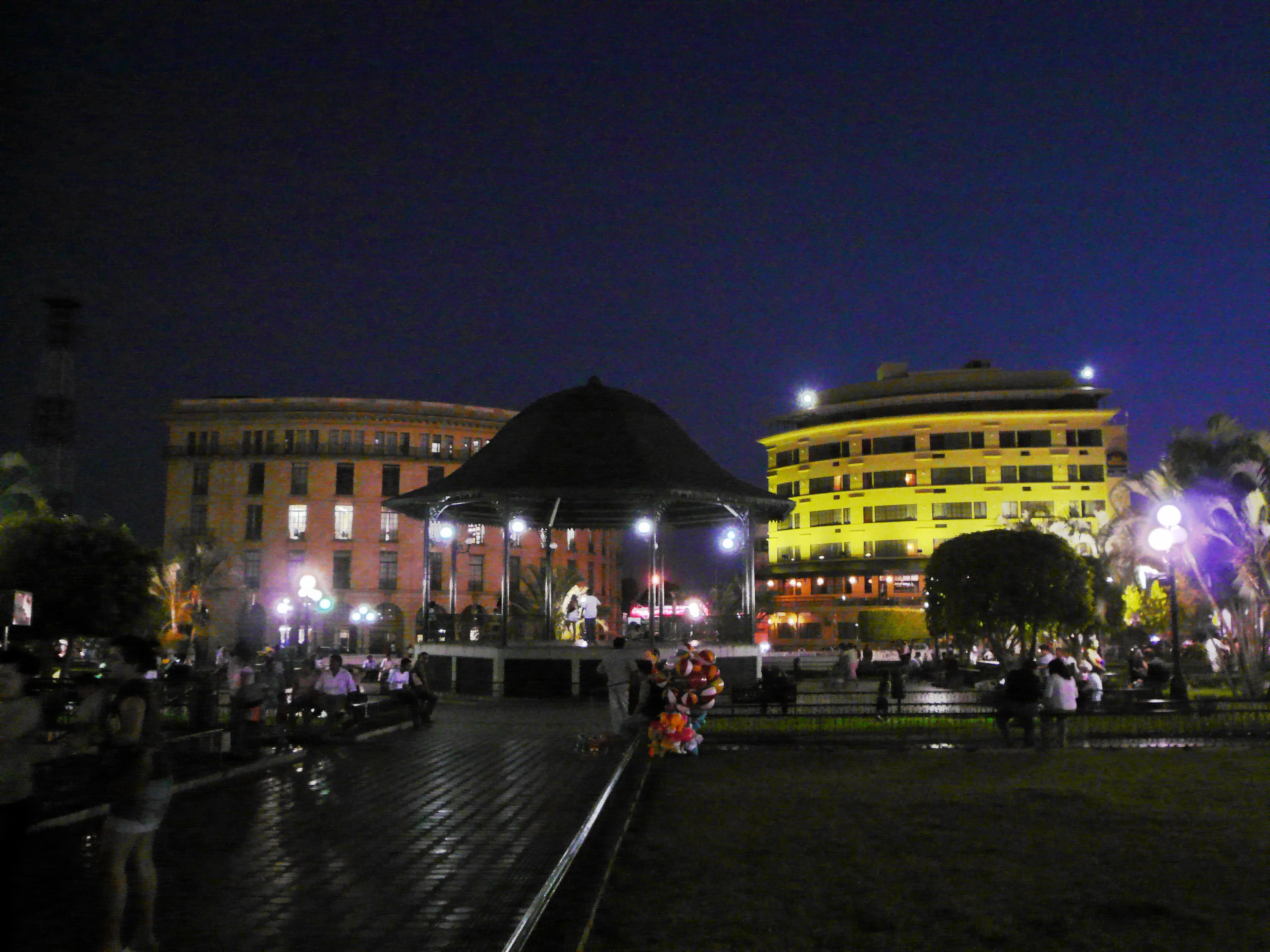
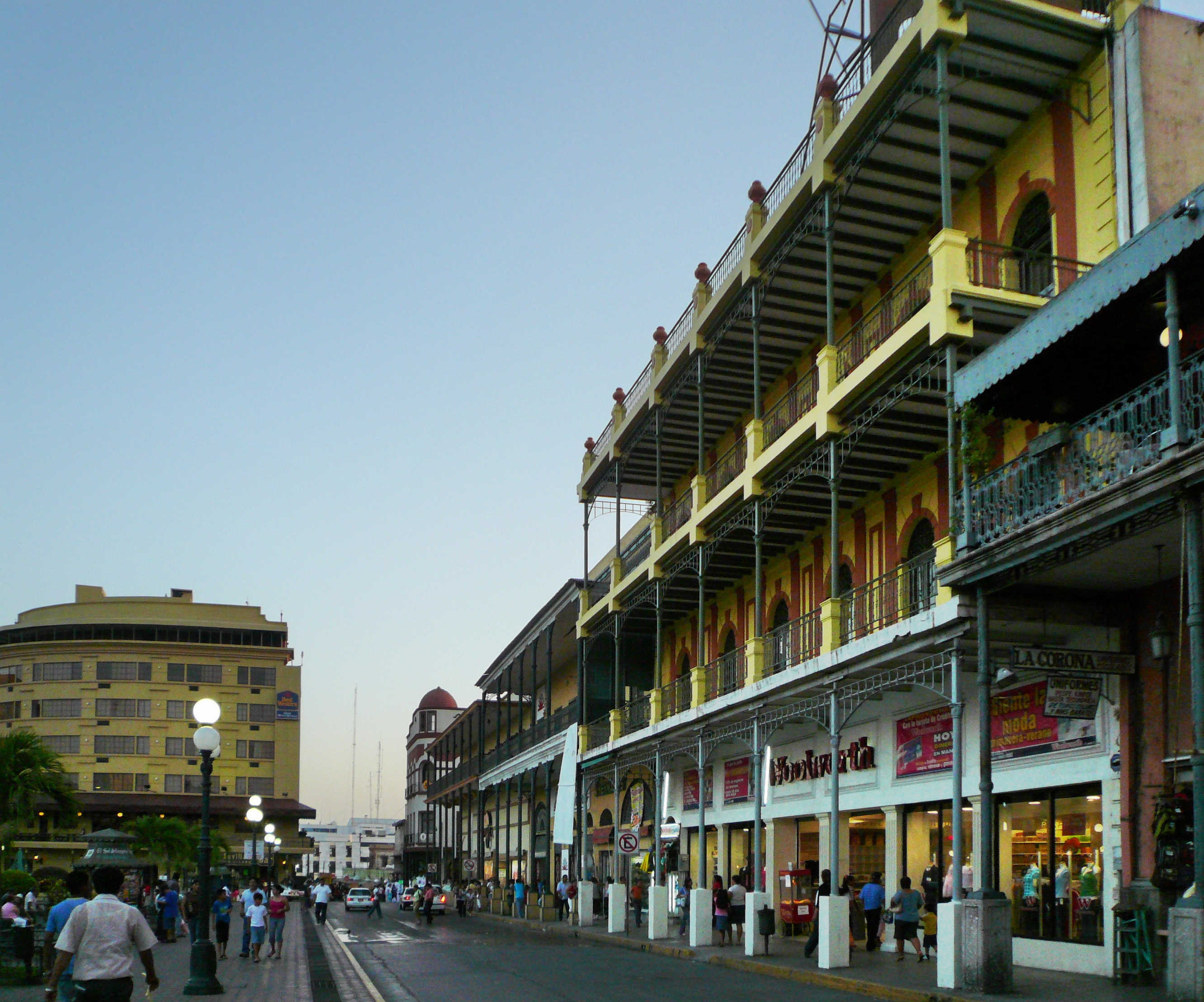

## Города-побратимы
- Хьюстон (англ. Houston), США